# Вюренлос
Вюренлос (нем. Würenlos) — коммуна в Швейцарии, в кантоне Аргау.
Входит в состав округа Баден-Аргау.  Население составляет 5255 человек (на 31 декабря 2007 года). Официальный код  —  4048.